# تریپ هاپ
تریپ هاپ (به انگلیسی: Trip hop) نام سبک موسیقی است که از ترکیب موسیقی الکترونیک و داون‌تمپو به وجود آمده‌است. این سبک موسیقی در اواسط دهه ۹۰ در انگلستان به وجود آمد و با موسیقی هیپ هاپ و هاوس رشد کرد. این سبک موسیقی به عنوان انتخاب جایگزین اروپا در نیمه دوم دهه نود و به عنوان ترکیبی از دو موسیقی هیپ هاپ و الکترونیک به‌طوری‌که هیچ‌کدام از این دو سبک قابل شناسایی نیستند، توصیف می‌شود.
از بزرگترین گروه‌ها و هنرمندان این سبک می‌توان به مسیو اتک، پورتیس‌هد و تریکی اشاره کرد.